# 魯穆
魯 穆（朝鮮語: 노목）は、高麗の文官であり、朝鮮氏族の咸平魯氏の始祖である。
先祖は、中国戦国時代の斉の遊説家である魯仲連である。
高麗仁宗時代に三嘉県監と門下侍中を任官し、嘉樹君に封ぜられた。